# Blistavac (riba)
Blistavac (latinski: Telestes souffia) vrsta je ribe koja pripada porodici Cyprinidae. Nastanjuje Austriju, Bosnu i Hercegovinu, češku, Francusku, Italiju, Hrvatsku, Lihtenštajn, Mađarsku, Njemačku, Rumunjsku, Slovačku, Sloveniju, Švicarsku i Ukrajinu.